# 三岔河水库
三岔河水库是中国四川省乐山市犍为县寿保镇境内的一座水库，位于岷江支流石马河上，建于1972年。水库正常库容为704万立方米，集雨面积为13平方千米，海拔为438.16米。